# 295 (tal)
295 är det naturliga talet som följer 294 och som följs av 296.

## Inom vetenskapen
- 295 Theresia, en asteroid.

## Inom matematiken
- 295 är ett udda tal.
- 295 är ett semiprimtal
- 295 är ett centrerat tetraedertal.